# Agía Marína (Zante)
Pour les articles homonymes, voir Agía Marína.
Agía Marína (grec moderne : Αγία Μαρίνα) est une localité située dans le dème de Zante, dans le district régional de Zante, dans la périphérie des Îles Ioniennes, en Grèce.
Selon le recensement de 2021, elle compte 184 habitants.